# Pelomys
Pelomys es un género de roedores miomorfos de la familia Muridae conocidos vulgarmente como ratas de marisma o de arroyo. Se distribuyen por el África subsahariana, aunque también han aparecido fósiles en el resto de África y en Rodas.

## Especies
Se reconocen las siguientes especies:
- Pelomys campanae
- Pelomys fallax
- Pelomys hopkinsi
- Pelomys isseli
- Pelomys minor